# Anna Kocsis
Anna Luca Kocsis (* 9. August 2004) ist eine ungarische Leichtathletin, die sich auf den Sprint spezialisiert hat.

## Sportliche Laufbahn
Erste internationale Erfahrungen sammelte Anna Kocsis im Jahr 2022, als sie bei den U20-Weltmeisterschaften in Cali mit 11,82 s in der ersten Runde im 100-Meter-Lauf ausschied. Anschließend verpasste sie bei den Europameisterschaften in München mit der ungarischen 4-mal-100-Meter-Staffel mit 44,19 s den Finaleinzug. Im Jahr darauf gewann sie bei den U20-Europameisterschaften in Jerusalem in 11,55 s die Bronzemedaille über 100 Meter. Im August startete sie mit der Staffel bei den Weltmeisterschaften in Budapest und schied dort mit 43,38 s im Vorlauf aus. Bei den World Athletics Relays 2024 in Nassau wurde sie in 44,04 s Dritte im B-Lauf in der 2. Qualifikationsrunde über 4-mal 100 Meter für die Olympischen Spiele in Paris und verpasste damit eine Direktqualifikation. Anschließend schied sie bei den Europameisterschaften in Rom mit 43,70 s im Vorlauf mit der Staffel aus.
2023 wurde Kocsis ungarische Hallenmeisterin im 60-Meter-Lauf.

## Persönliche Bestzeiten
- 100 Meter: 11,38 s (+1,7 m/s), 30. Mai 2023 in Győr (ungarischer U20-Rekord)
  - 60 Meter (Halle): 7,31 s, 18. Februar 2023 in Nyíregyháza (ungarischer U20-Rekord)
- 200 Meter: 23,6 s (−0,2 m/s), 20. Mai 2023 in Budapest
  - 200 Meter (Halle): 23,80 s, 26. Februar 2023 in Budapest (ungarischer U20-Rekord)